# Borotsi
Borotsi est une ville du Botswana.